# Hermann Dahlen von Orlaburg

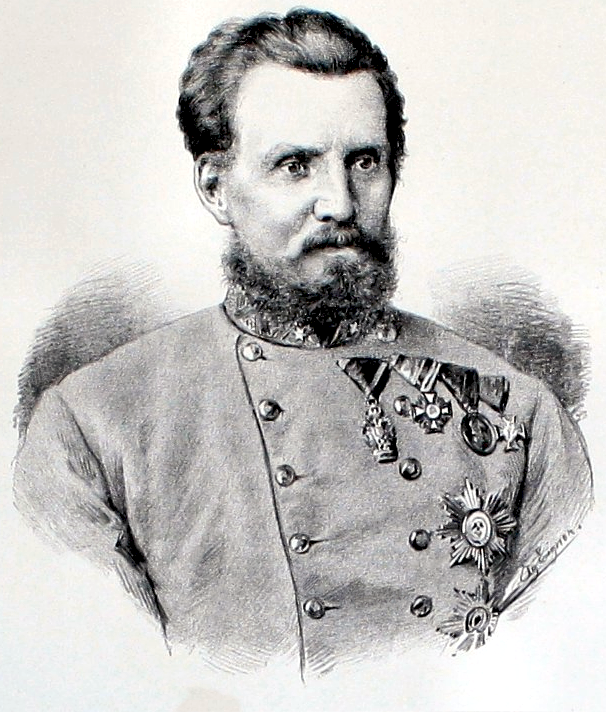
Hermann Dahlen von Orlaburg 1870

Hermann Josua Anton Freiherr Dahlen von Orlaburg (* 10. Januar 1828 in Kaschau; † 15. November 1887 in Wien) war k. u. k. Wirklicher Geheimer Rat, Feldzeugmeister, Kommandierender General und Gouverneur von Bosnien und Herzegowina sowie Inhaber des Infanterieregiments „Ludwig Andreas Graf von Khevenhüller“ Nr. 7.

## Biographie
Der Sohn des Generalfeldzeugmeisters Franz Freiherren Dahlen von Orlaburg trat 1844 in die Armee ein und wurde 1848 Ordonnanzoffizier beim Banus Jellacic, kämpfte 1848/49 als Oberleutnant im k. k. Infanterie-Regiment Erzherzog Rainer No. 59, dessen zweiter Inhaber sein Vater war, bei der Einnahme von Wien und in Ungarn, war später bis 1857 k. k. Hauptmann im Warasdiner-Creuzer Grenzinfanterieregiment Nr. 3, sodann ab dem 28. März 1857 Major daselbst, und 1859 im Gradiscaner Grenzinfanterieregiment Nr. 8, 1861 Oberstleutnant und Kommandant des Infanterieregiments Nr. 53.

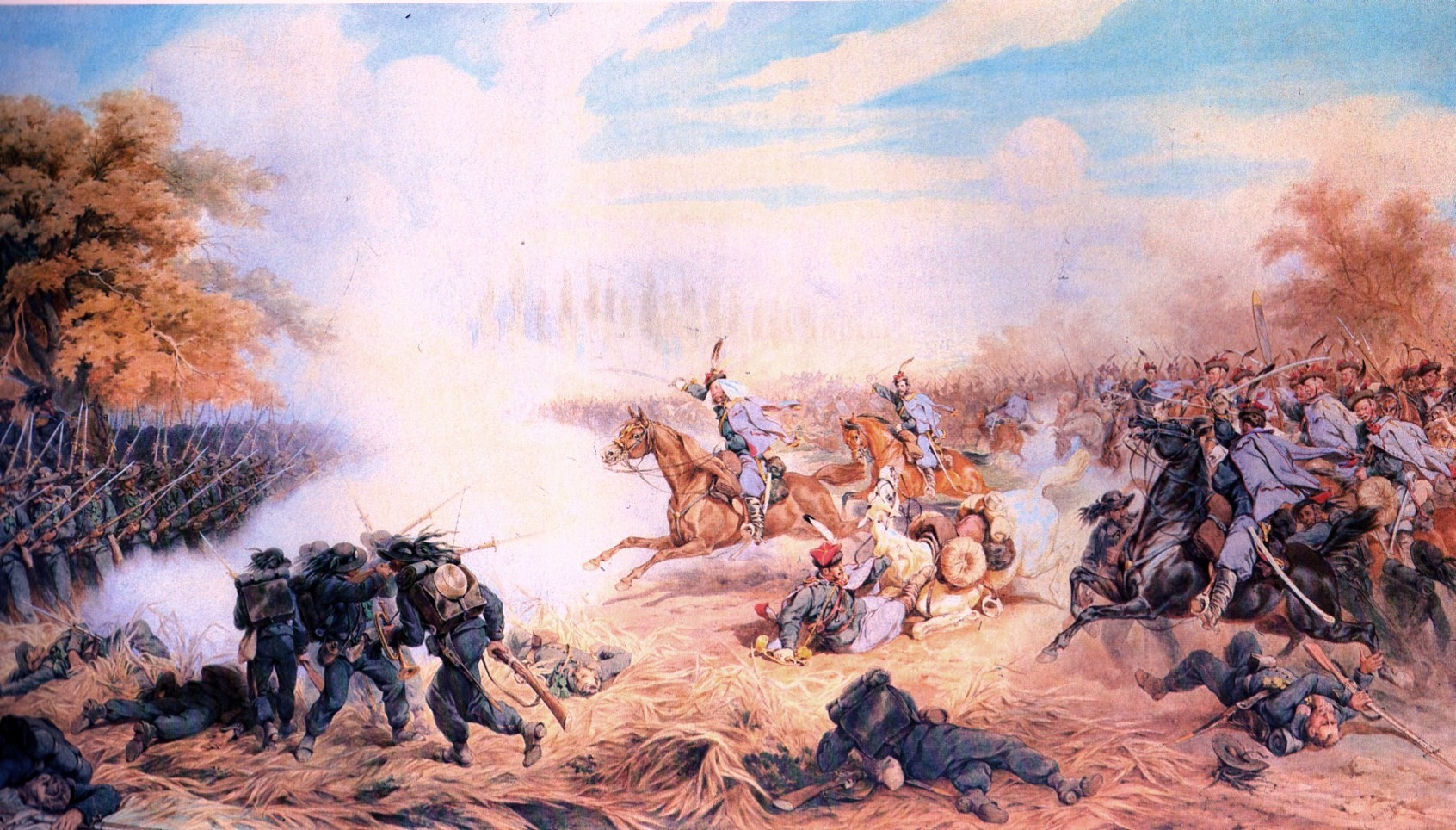
Schlacht bei Custozza 1866

1866 war der Freiherr bereits als Oberst in der Schlacht bei Custoza im Einsatz, 1867 weiterhin Kommandant des Infanterieregiments Nr. 53 unter Feldmarschalleutnant Franz Freiherr von Cordon im Stab Komorn zu Agram. Für seine Verdienste wurde er 1867 mit dem Orden der Eisernen Krone 3. Klasse (KD.) sowie dem Militärverdienstkreuz (KD.) ausgezeichnet und 1868 Generalstabschef des Generalkommandos zu Ofen für Ungarn und Vorstand der 1. Abteilung unter dem kommandierenden General Friedrich Fürst zu Liechtenstein.
Dahlen wurde mit Rang und Ernennung am 30. April 1870 zum Generalmajor befördert und kam nach Brünn.
Am 1. November 1874 (Rang vom 23. Oktober des Jahres) rückte er zum Feldmarschallleutnant und Divisionär in Prag auf, wurde 1876 Träger des königlich preußischen Roten Adlerordens 1. Klasse.
Ein Jahr nach der Okkupation Bosniens, im August 1879, wurde Dahlen an Stelle des Feldmarschalleutnants Baron Jovanović zum Stellvertreter des Kommandierenden Generals und Chefs der Landesregierung in den besetzten Ländern, des Feldzeugmeisters Herzog Wilhelm von Württemberg, und nach dessen Abberufung am 6. April 1881 auf diesem administrativ und militärisch wichtigen Posten eines Gouverneurs von Bosnien und Herzegowina ernannt. Allerdings brach zur Zeit seiner Amtsführung, ein Aufstand in den südlichen Landesteilen aus den er aber rasch beenden konnte. Im Anschluss machte sich um die Kultivierung der Okkupationsgebiete verdient. Für die dabei bewiesene Energie und Geschicklichkeit wurde er mit dem Orden der Eisernen Krone 1. Klasse dekoriert. Wegen seiner angegriffenen Gesundheit musste er allerdings bereits am 9. August 1882 um die Enthebung von seiner Stelle bitten.
In Anerkennung seiner Verdienste ernannte ihn Kaiser Franz Joseph I. am 1. Mai 1882 (Rang vom 25. April des Jahres) zum Feldzeugmeister und Inhaber des Infanterieregiments Ludwig Andreas Graf von Khevenhüller Nr. 7, auch dekorierte er ihn mit dem Großkreuz des österreichisch-kaiserlichen Leopoldordens (KD.).
Am 1. März 1883 wurde der Offizier pensioniert und verbrachte seinen Lebensabend in Siebenbürgen und Wien.

## Familie
Hermann Josua Anton, vermählte sich 1851 mit Flora (* 21. Juni 1827), Tochter des Ritters Dr. Joseph von Joëlson (1794–1868), Bankier und Hofagent. Aus dieser Ehe entsprossen:
- Hermine (* 30. Juni 1852) ⚭ Alfred Franz Philipp von Joëlson (1831–1913), Cousin, den Freiherrn (1881) und Feldmarschalleutnant[16]
- Flora (* 7. Juli 1853)
- Joseph Franz (* 20. Juli 1855)
- Franz Maria Edwin (* 2. Februar 1857) ⚭ 1885 Rosa Polak (* 26. Oktober 1864), Tochter des Abgeordneten Otto Polak[17]

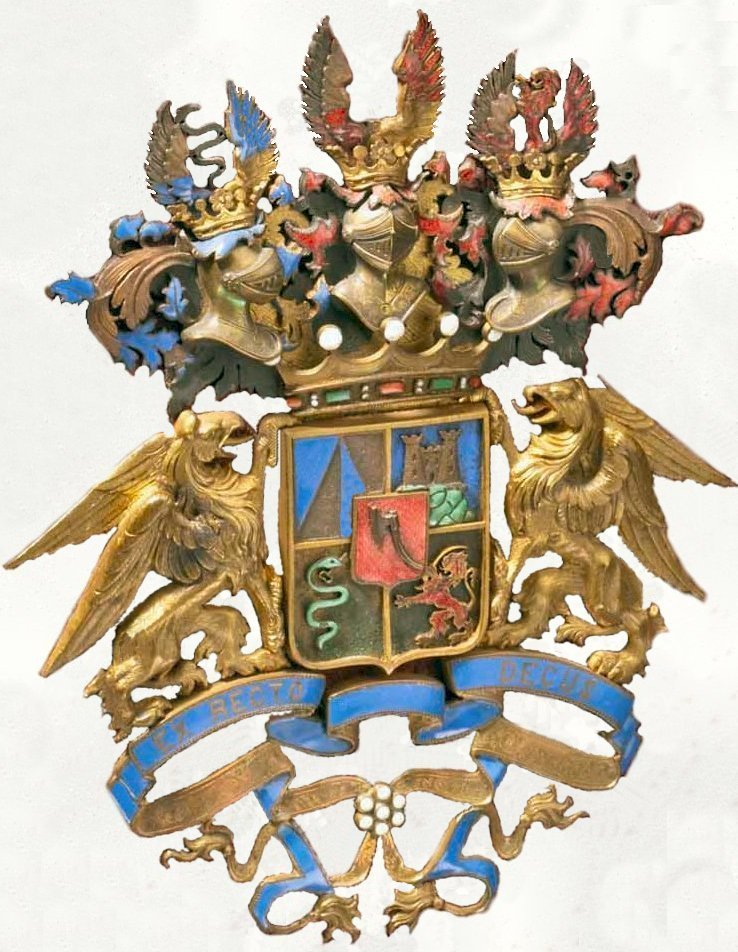
Wappen der Dahlen von Orlaburg 1850

Das Wappen der Freiherren Dahlen von Orlaburg war:
Geviert mit rotem Mittelschild, worin ein aufrecht gestelltes Breitbeil mit goldenem Stiele. 1 von Blau und Silber der Länge nach geteilt, ohne Bild, 2 in Blau auf einem Felsen zwischen zwei runden Türmen eine weiße Burg mit rotem Dache und geschlossenem schwarzen Tore. 3 in Gold eine, gerade aufwärts sich windende Schlange, einen silbernen, den Bart nach unten und auswärts kehrenden Schlüssel haltend, und 4 in Silber ein roter, ein Schwert schwingender Löwe.

## Werke
- Über Führung der Infanterie im Gefechte und über Disciplin. Verlag des militär-wissenschaftlichen Vereins, Wien 1873 Digitalisat
- Mit dem Ban vom 2. Dezember 1848 bis 2. Jänner 1849 – Die Aufzeichnungen des Hermann Dahlen Frh. von Orlaburg.  Benedikt Heinrich (Hg.), Österreichisches Staatsarchiv, Generaldirektion; Druck und Verlag der Österreichischen Staatsdruckerei, Wien 1974.